# Pequannock
Pequannock est un township du New Jersey aux États-Unis. Sa population s'élève à 15 420 habitants en 2010.

## Géographie
Pequannock se trouve dans les plaines de Pompton sur la rivière Passaic, principale voie d’eau navigable du New Jersey. Pendant les glaciations quaternaires, ces plaines étaient recouvertes par le lac Passaic, formé de la fonte des glaciers du Wisconsin. 
Dans ses frontières actuelles, le township a une surface de 18,41 km2 dont 17,58 km2 de terre et 0,83 km2 (4,53% de la superficie) d'étendues d'eau. Il est bordé par les municipalités de Kinnelon, Lincoln Park et Riverdale dans le comté de Morris, Pompton Lakes et Wayne dans le comté de Passaic, également dans le New Jersey. Pequannock se trouve à 20 milles (32 km) à l'ouest de la ville de New York.

## Histoire
Le nom de la localité est sans doute d’origine amérindienne, emprunté à la langue munsee (ou delaware) et se retrouve dans plusieurs noms de lieux similaires de la région : Packamak, Packannack, Pacquanck, Panaquanike, Pequonnock. Dans sa langue d'origine, « Paquettahhnuake » désigne un lieu défriché et prêt à être cultivé. 
D’après les vestiges archéologiques, des tribus de chasseurs-cueilleurs campent sur le site de Pequannock vers 3000 av. J.-C. En 1696, le marchand hollandais Arent Schuyler (en) achète le terrain aux Indiens Lenapes pour le compte de la colonie du New Jersey ; des fermiers hollandais et anglais commencent à s’y établir en 1710. Le 25 mars 1740, elle est enregistrée sous le nom de « Poquanock Township » comme un township de la colonie du New Jersey. 
Pendant la guerre d’indépendance américaine, le lieu-dit « Poquanic Knob » est une base des insurgés américains contre l’armée britannique qui tient la ville de New York. Des mercenaires allemands, prisonniers de guerre de la bataille de Saratoga (octobre 1777), y sont temporairement internés. En 1780, l’armée continentale de George Washington et le corps français de Rochambeau campent dans les plaines de Pompton, sur le site de Mandeville Inn (en), avant de marcher vers le sud et de remporter la bataille de Yorktown. En juin 1782, Friedrich Wilhelm von Steuben, officier prussien au service des indépendantistes américains, y passe en revue l’armée. La première Église réformée des plaines de Pompton est fondée en 1771 ; son cimetière abrite des anciens combattants de la guerre d’Indépendance et de la guerre anglo-américaine de 1812.

La vieille maison Van Ness à Pompton Plains photographiée en 1939.

De 1804 à 1923, plusieurs townships se sont détachés de Pequannock : Jefferson en 1804,  Rockaway Township en 1844, Boonton et Montville en 1867, et les boroughs de Butler en 1901, Kinnelon et Lincoln Park en 1922 et Riverdale Borough en 1923.
Au XIXe siècle, Pequannock est une étape du « chemin de fer clandestin » emprunté par les esclaves fugitifs venus du Sud. La Giles Mandeville House, aujourd’hui une annexe de la première église réformée, passe pour leur avoir servi d’abri. En 1827, un lac de barrage est construit sur la rivière Passaic pour alimenter le canal Morris (en), aujourd’hui un lieu de promenade. Entre 1943 et 1946, Pequannock abrite le premier atelier de la firme Reaction Motors : il est installé dans une ancienne boîte de nuit de Pompton Plains.

## Politique
En mars 2011, sur 10 911 électeurs, 37% sont enregistrés comme républicains, 20,5% comme démocrates et 42,4% comme non affiliés. Deux électeurs sont inscrits à d'autres partis. Les différents scrutins depuis 2004 donnent une nette majorité aux républicains. Lors de l'élection présidentielle américaine de 2016, Donald Trump arrive en tête avec 5 090 voix devant Hillary Rodham Clinton avec 3 540 voix. Lors de l'élection présidentielle américaine de 2020, Donald Trump obtient 5 592 voix devant Joe Biden avec 4 644 voix.

## Personnalités liées à la ville
- Derek Jeter, joueur de baseball.
- Peter Cameron, écrivain.
- Jason Biggs, acteur.
- Danielle Rose Russell, actrice.